# Zygmunt Dembowski
Zygmunt Dembowski herbu Jelita (ur. 14 marca 1823 w Warszawie, zm. 26 października 1896 we Lwowie) – polski ziemianin, właściciel Rokietnicy, poseł na Sejm Krajowy.
Był synem Ignacego Maurycego Dembowskiego i Eleonory Zboińskiej. Ok 1870 nabył wieś Kosienice. W 1882 został posłem do Sejmu Krajowego Galicji V kadencji z obwodu przemyskiego. Okręg ten reprezentował w VI kadencji i został wybrany w 1895 na kolejną VII kadencję. Zmarł jednak po pierwszej sesji, jego miejsce w grudniu 1896 zajął adwokat Władysław Czaykowski. W 1886 był wiceprezesem, a od 1889 do 1896 pełnił funkcję prezesa Towarzystwa Wzajemnych Ubezpieczeń w Krakowie. W 1889 był także prezesem dyrekcji Galicyjskiego Towarzystwa Kredytowego Ziemskiego we Lwowie.
Jego pierwszą żoną była Helena Humnicka, z którą miał córkę Eugenię i syna Ignacego, zaś 1 grudnia 1881 ożenił się z Antoniną Marią Teresą Radziwiłł córką Konstantego Radziwiłła, która urodziła córkę, Adelę.
Spoczywa w Kościele Świętej Trójcy 'w lesie" w Kosienicach.